# Javra thuringiaca
Javra thuringiaca là một loài tò vò trong họ Ichneumonidae.